# Modificación (grupo musical)
Modificación fue un grupo valenciano de rock progresivo y underground de los años 70s.

## Biografía
El grupo se funda en el barrio de Ruzafa de Valencia en 1968, siendo su primer nombre "grupo 33", tomando el nombre del club valenciano en el que empezaron a tocar. Posteriormente a finales de 1969 cambia de nombre para llamarse "Modificación", nombre que avisaba bien de sus intenciones creativas.
La formación inicial estaba constituida por: Joaquín Gaspar ( Valencia 1952 ), bajo y voces,  Rafael Pinazo (Liria-Valencia 1954 ), teclados y voces, Luis Pinazo ( Liria-Valencia 1952), guitarra y voces, Benjamín García ( Higueruela-Albacete, 1952 ), batería y voces y José Sapiña,  cantante. Posteriormente Benjamín García deja el grupo y es sustituido por Manuel Amorós ( Valencia 1953-2016 )
Joaquín Gaspar Y José Sapiña habían formado, en 1967,  un grupo llamado Los Sonox con otros compañeros del colegio Salesianos de Valencia y los hermanos Pinazo Monterde comenzaron en el coro y rondalla del colegio Agustinos de Valencia, en 1965 formaron un dúo infantil al que llamaron Los Pimont, abreviatura de sus apellidos.
A mediados del año 1970, José Sapiña es sustituido por Juan Bautista Conca, por imposición de la agencia productora de su primer single, que considera que la voz del cantante debe ser más "atenorada", al estilo de los cantantes valencianos melódicos de la época como Nino Bravo o Camilo Sesto entre otros. Dicho single aparece en el mercado en el año 1971. El disco lleva en su cara A el tema de Pedro Gené, cantante de Lone Star, "llegará el dia que me quieras"  y en la cara B "Annelie" de los hermanos Pinazo.
A mediados de 1971, Juan Bautista Conca, anuncia que deja el grupo para emprender una carrera como cantante en solitario y Manuel Amorós también abandona junto con el mencionado cantante. Entró a la batería José Luis Correcher ( Valencia 1950 ) y tanto Joaquín Gaspar como Luis Pinazo se hacen cargo de la voz. Había contratos que cumplir, entre ellos el compromiso para toda la Feria de Julio en el Pabellón de la Juventud, y la banda debía continuar, pero ante la falta de una voz cantante, la compañía discográfica EMI rescinde su contrato.
En octubre de 1972 entra en la banda Luis Miguel Font "Foni" ( Valencia 1952 ) a cargo de la voz. Posteriormente Manuel Amorós, deja la banda de Juan Bautista Conca y vuelve a la formación.
En 1973, Luis Miguel Font abandona el grupo y en su lugar entra Vicente Ausina “Charly” ( Foios-Valencia 1948-2011 ). Sus actuaciones pasan por las más importantes salas y discotecas de la Comunidad Valenciana, entre ellas la macro discoteca Play Boy en Playa San Juan de Alicante…. Es aquí donde coinciden con Félix Arribas, batería de Los Pekenikes quien tras escucharles comenta que junto con Juan Jiménez, también miembro de Pekenikes, acaban de crear una nueva productora y sello independiente, La Corrida, de cuya distribución discográfica se encargaba Zafiro-Novola y les propone una producción de cuatro singles. El trabajo se lleva a cabo grabando en los estudios Audiofilm de Madrid, pero solamente se editan dos de los cuatro singles. 
A finales de 1973 se edita el segundo single del grupo y primero de los cuatro propuestos por los dos miembros de Los Pekenikes. Mientras tanto, se ha incorporado al grupo un nuevo miembro: Guillermo Fernández, al piano. Tanto la cara A “ Gritemos Hey, Hey, Hey” como la cara B “ El tren me acerca hasta mi hogar” son dos temas de autoría de los nuevos productores. La discográfica graba un vídeoclip promocional de 40 segundos que se emitía en TVE y en algunas de las salas donde el grupo actuaba. En enero de 1974 se hace la presentación en la televisión nacional, en el programa Estudio Abierto que presentaba José María Iñigo y cara al público en la discoteca J&J de Madrid.
Para completar el tercer single del grupo, se graba, en la cara A, “Te espero”, y “Across the time” en la cara B, este último tema identifica claramente el estilo de la banda y el sencillo se convierte en uno de los más buscados y cotizados por coleccionistas
La discográfica Munster Records de Madrid, bajo el asesoramiento de Vicente Fabuel editó un LP que contiene la recopilación de los tres singles de Modificación más los temas inéditos entre los que también se encuentra la versión en inglés del tema “I say Hey, Hey, Hey”.
La última formación del grupo (con Isidro Feltrer a la guitarra y Francisco Peñalver a los teclados), actuó en el primer festival de rock al aire libre que se celebró en Valencia, el recordado “Ademuz Country o 9 horas de música en acampada” el 13 de abril de 1975.
Desgraciadamente, Vicente Ausina “Charly” falleció el 18 de febrero de 2011 y el 27 de mayo de ese mismo año, sus compañeros de Modificación, junto con otras bandas en las que él había cantado, le rindieron un homenaje en la Sala Durango de Meliana en el que, entre otros, interpretaron “Blues para Charly” in memoriam, y “No me dejes solo” compuestos por Luis M. Pinazo. Para interpretar y grabar ambos temas invitaron a Luis Miguel Font “Foni” y Guillermo Fernández.
El 25 de julio de 2016, fallece Manuel Amorós y con él terminó, definitivamente, el recorrido de Modificación.